# مورینیوسوسمار
مورینیوسوسمار (نام علمی: Morrinhosuchus) نام یک سرده از رده خزندگان است.